# Jacques-Marie Mayaud
Pour les articles homonymes, voir Mayaud.
Jacques-Marie Mayaud, né le 28 novembre 1855 à Saumur (Maine-et-Loire) et mort le 29 octobre 1938 à Lucques en Toscane, est un moine chartreux français qui fut prieur de la Grande Chartreuse de 1911 à 1938 et donc ministre général de l'ordre des Chartreux. 

## Biographie
Jacques-Marie Mayaud est le fils de Léon Mayaud, conseiller général du Maine-et-Loire, et de Marguerite du Temple de Rougemont. Il fait profession à la Valbonne, le 21 novembre 1887. Scribe de dom Michel Baglin, à Farneta (Grande Chartreuse), il est nommé, à sa déposition, procureur-général à Rome, en 1905, en remplacement de René Herbault, élu général .
En décembre 1911 il est élu prieur de la Grande Chartreuse et général de l’Ordre avec résidence à Farneta. 
Pendant la première guerre mondiale, il lui est impossible de réunir le Chapitre général. En 1921, Dom Jacques dirige et effectue lui-même, le travail d'adaptation des statuts cartusiens au nouveau code de droit canonique, demandé par le Saint-Siège. En 1924, la constitution apostolique Umbratilem, signée le 8 juillet par Pie XI, approuve le texte révisé des statuts. En 1930, Dom il prépare également avec le chapitre général, une nouvelle édition de l'Ordinaire ou Cérémonial cartusien.
Démissionnaire en juin 1938, il meurt dans cette maison le 29 octobre de la même année.

## Écrits
- Emendationes propositæ ad Statuta Ordinis Cartusiensis cum codice Juris Canonici concordius adaptanda, Rome, 1921, 45 p.